# Піді-Джая (регентство)
Регентство Піді-Джая (індонез. Kabupaten Pidie Jaya) — регентство в спеціальному регіоні Ачех в Індонезії. Він розташований на острові Суматра. Регентство було створено з частини Регентства Піді в 2007 році. Резиденція регентського уряду знаходиться в Меуреду. Регентство займає площу 952,11 квадратних кілометрів і мало населення 132 956 осіб за переписом 2010 року та 158 397 осіб за переписом 2020 року офіційна оцінка на середину 2021 року становила 160 327.

## Адміністративний поділ
Регентство адміністративно поділено на вісім округів (kecamatan), перерахованих нижче з їхніми територіями та населенням за переписами 2010 і переписами 2020 разом з офіційними оцінками станом на середину 2021 року. Таблиця також містить розташування районних адміністративних центрів, кількість адміністративних сіл (сільських деса та міських келурахан) у кожному районі та їх поштовий індекс.
| Назва        | Площа в км2 | Перепис 2010 | Перепис 2020 | Оцінка 2021 | Адмін центр        | № сіл | Поштовий індекс |
| ------------ | ----------- | ------------ | ------------ | ----------- | ------------------ | ----- | --------------- |
| Meureudu     | 124,79      | 18 387       | 22 226       | 22 528      | Кота Меуреуду      | 30    | 24186           |
| Меура Дуа    | 287,07      | 10 090       | 12 507       | 12 708      | Меунасах Бі        | 19    | 24186           |
| Бандар Дуа   | 174.32      | 23 656       | 28 060       | 28 389      | Улі Гле            | 45    | 24188           |
| Джангка Буя  | 9.35        | 8714         | 10 174       | 10 278      | Кеуде Джангка Буя  | 18    | 24186           |
| Улім         | 41.75       | 13 338       | 16 242       | 16 475      | Кеуде Улім         | 30    | 24187           |
| Trienggadeng | 79.37       | 19 901       | 23 509       | 23 776      | Keude Trienggadeng | 27    | 24185           |
| Panteraja    | 15.00       | 7 533        | 8 968        | 9 076       | Кеуде Пантерая     | 10    | 24185           |
| Бандар Бару  | 220,47      | 31 337       | 36 711       | 37 097      | Кеуде Леунг Путу   | 43    | 24184           |
| Усього       | 952.11      | 132 956      | 158 397      | 160 327     | Kota Meureudu      | 222   |                 |

| Район (кечаматан) | Площа землі (км 2 ) | Площа моря 4 млн (км 2 ) | Загальна площа (км 2 ) | Процент (%) | Районні підрозділи | Села |
| ----------------- | ------------------- | ------------------------ | ---------------------- | ----------- | ------------------ | ---- |
| Бандар Дуа        | 176,26              | -                        | 176,26                 | 14,99       | 5                  | 45   |
| Бандар Бару       | 223,64              | 57,60                    | 281,24                 | 24.19       | 8                  | 43   |
| Джанга Буя        | 7,88                | 21.76                    | 29,64                  | 2.55        | 2                  | 18   |
| Меура Дуа         | 276,20              | 16.00                    | 292.20                 | 25.13       | 3                  | 19   |
| Меуреуду          | 139.14              | 17.60                    | 156,74                 | 13.48       | 7                  | 30   |
| Panteraja         | 13.80               | 26.24                    | 40.04                  | 3.44        | 2                  | 10   |
| Trienggadeng      | 76.19               | 51,81                    | 128,00                 | 11.01       | 5                  | 27   |
| Улім              | 40,89               | 19.84                    | 60,73                  | 5.22        | 5                  | 30   |